# 二回头
二回头，又称二回头鳝鱼，是中国湖北省潜江市的一道特色美食，以鳝鱼制成，因成菜后鳝鱼前后两头翘起而得名，属于湖北菜。

## 概述
清朝末期，潜江黄家场有一家小酒馆，店长兼厨师刘道金创制从小跟随祖父、父亲从事厨艺，精于烹调研究。1906年首创新菜“二回头”，因具备“滚、嫩、香、烂”等优势，虽然看上去是冷的，但吃进嘴里是热的，回味无穷，遂为当地名菜。
店主根据鳝鱼过油后两头翘起的形状，取名为“二回头”。

## 制作
二回头的制作比较复杂：
首先选用新鲜活黄鳝，去内脏、头尾、鱼刺，洗净后沥干，再用葱姜盐料酒腌制。随后用淀粉勾芡，放入笼中以旺火蒸后取出。放凉后，起锅烧油至八成热，放入鳝鱼，炸至金黄后捞出。再加入清汤调料，二次入笼蒸。最后再用底油炝锅，与蒸液混合浇在盘中，完成上菜。